# Live at the BBC Vol. 2 - 1988
Live at the BBC Vol. 2 - 1988 è un album dal vivo della rock band inglese Status Quo, registrato nel 1988.

## Il disco
Si tratta di un concerto tenuto nel luglio del 1988 alla Wembley Arena di Londra, assai ricercato e per anni disponibile nel mercato collezionistico solo in qualità di bootleg.
L'incisione è stata finalmente stampata in “versione ufficiale” CD nel 2007.

## Tracce
1. Whatever You Want
2. Little Lady
3. Roll Over Lay Down
4. Cream of the Crop
5. Who Gets the Love
6. Hold You Back
7. Don't Drive My Car
8. Dirty Water
9. In the Army Now
10. Rockin' All Over the World
11. Don't Waste My Time
12. Bye Bye Johnny

## Formazione
- Francis Rossi (chitarra solista, voce)
- Rick Parfitt (chitarra ritmica, voce)
- Andy Bown (tastiere, voce)
- John 'Rhino' Edwards (basso, voce)
- Jeff Rich (percussioni)